# Tim O’Reilly

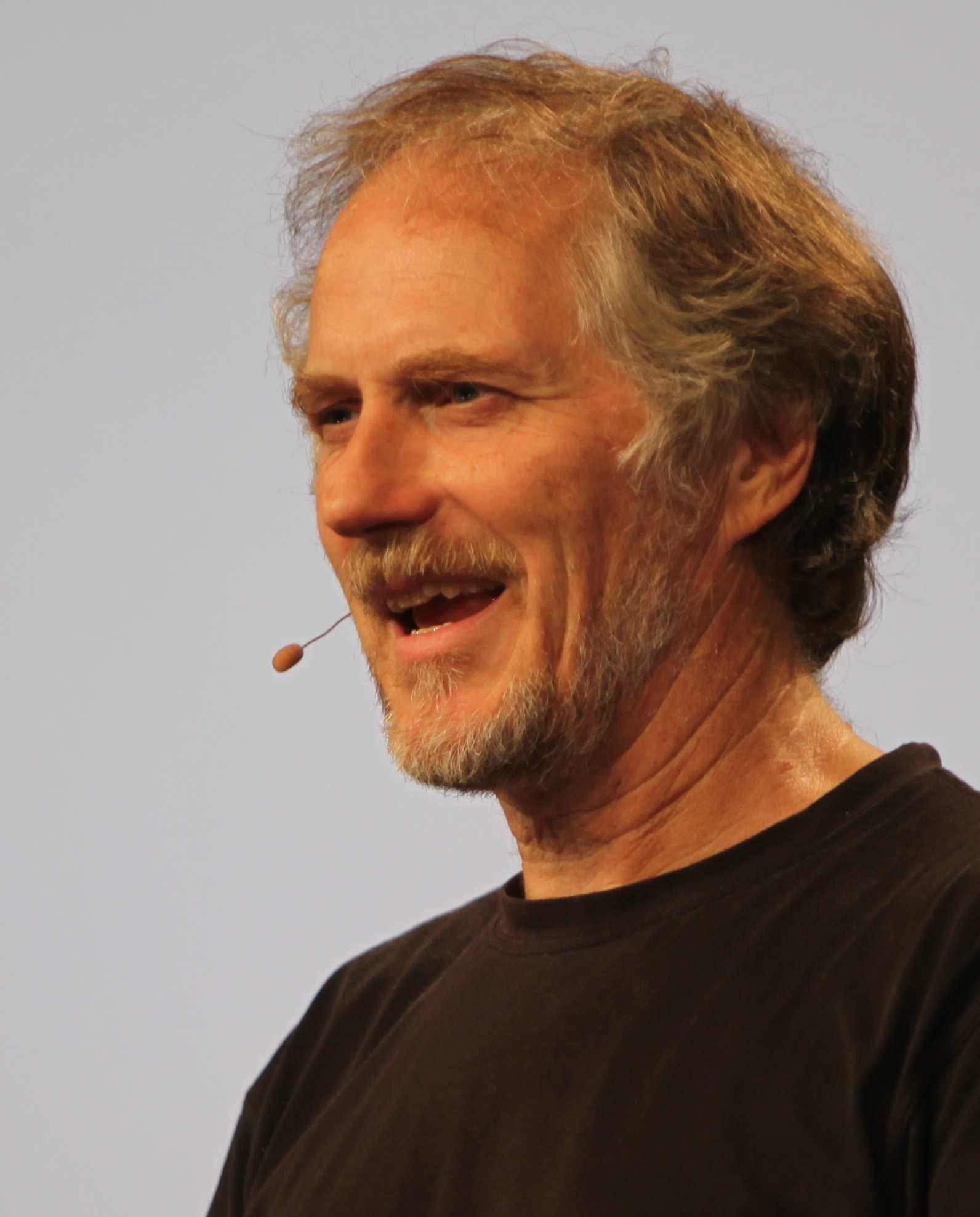
Tim O’Reilly (2009)

Tim O’Reilly (* 6. Juni 1954 in Cork, Irland) ist Gründer und Chef des O’Reilly Verlages, Softwareentwickler im Bereich freier Software und maßgeblich an der Entwicklung der Skriptsprache Perl beteiligt. 1975 schloss er sein Studium der klassischen Altertumswissenschaften mit einem Bachelor of Arts cum laude an der Harvard University ab. O’Reilly ist ebenfalls Autor mehrerer Bücher, die er in seinem eigenen Verlag vertreibt. Mit seinem Artikel über das Web 2.0 trug er maßgeblich zur Popularisierung dieses Schlagwortes bei.

## Geschichte
O’Reilly Media veröffentlichte 1992, als es nur wenige hundert Websites im ganzen Netz gab, das erste Buch im Internet. Im Buch selbst war ein ganzes Kapitel dem Internet gewidmet. O’Reilly Media erschuf 1993 ebenso das erste Web-Portal, den Global Network Navigator, kurz GNN. Diese Seite, die als erste überhaupt Werbung schaltete, wurde 1995 an AOL verkauft.
Als O’Reilly 1997 erfuhr, dass das Buch Programming Perl im Vorjahr zwar eines der Top 100 Bücher bei der Buchhandelskette Borders gewesen war, aber von der Computerbranche kaum bemerkt wurde, veranstaltete er eine Konferenz, um Perl bekannter zu machen. Er erkannte bald, dass auch andere Bücher seiner Firma zwar Bestseller waren, aber von der Branche nicht wahrgenommen wurden. Daraufhin lud er 1998 mehrere Leiter entsprechender Projekte zu einem Treffen ein. Dieses Treffen wurde ursprünglich freeware summit genannt, wurde aber später unter dem Namen Open Source Summit bekannt, da auf dieser Versammlung Open Source als neuer Oberbegriff für die Bewegung aufgefasst wurde. Die O’Reilly Open Source Convention, die auch die Perl-Konferenz beinhaltet, ist heute die Hauptveranstaltung von O’Reilly.
2001 kam es zu Verstimmungen zwischen Tim O’Reilly und Amazon, als O’Reilly den Protest gegen Amazons one-click-Patent anführte und im Besonderen das Vorgehen von Amazon gegen den Konkurrenten B&N.com kritisierte. Der Protest endete mit einem Besuch Tim O’Reillys und Jeff Bezos’ in Washington, D.C., wo sie Lobbyismus für eine Patentreform betrieben. Seitdem beantragte Amazon zwar weitere Patente, hat diese aber nicht offensiv eingesetzt.

## Persönliches
Tim O’Reilly hat sechs Geschwister. Er ist seit 2015 zum zweiten Mal verheiratet und hat drei Töchter.

## Werke
Zu seinen bekanntesten Werken als Autor zählen:
- UNIX Text Processing (mit Dale Dougherty und Howard Sams, 1987)
- Managing UUCP and USENET (mit Grace Todino)
- The X Window System Users' Guide (mit Valerie Quercia)
- The X Toolkit Intrinsics Programming Manual (mit Adrian Nye)
- UNIX Power Tools (mit Jerry Peek und Mike Loukides)
- Windows XP in a Nutshell (mit David Karp und Troy Mott)